# NHK 모리오카 방송국

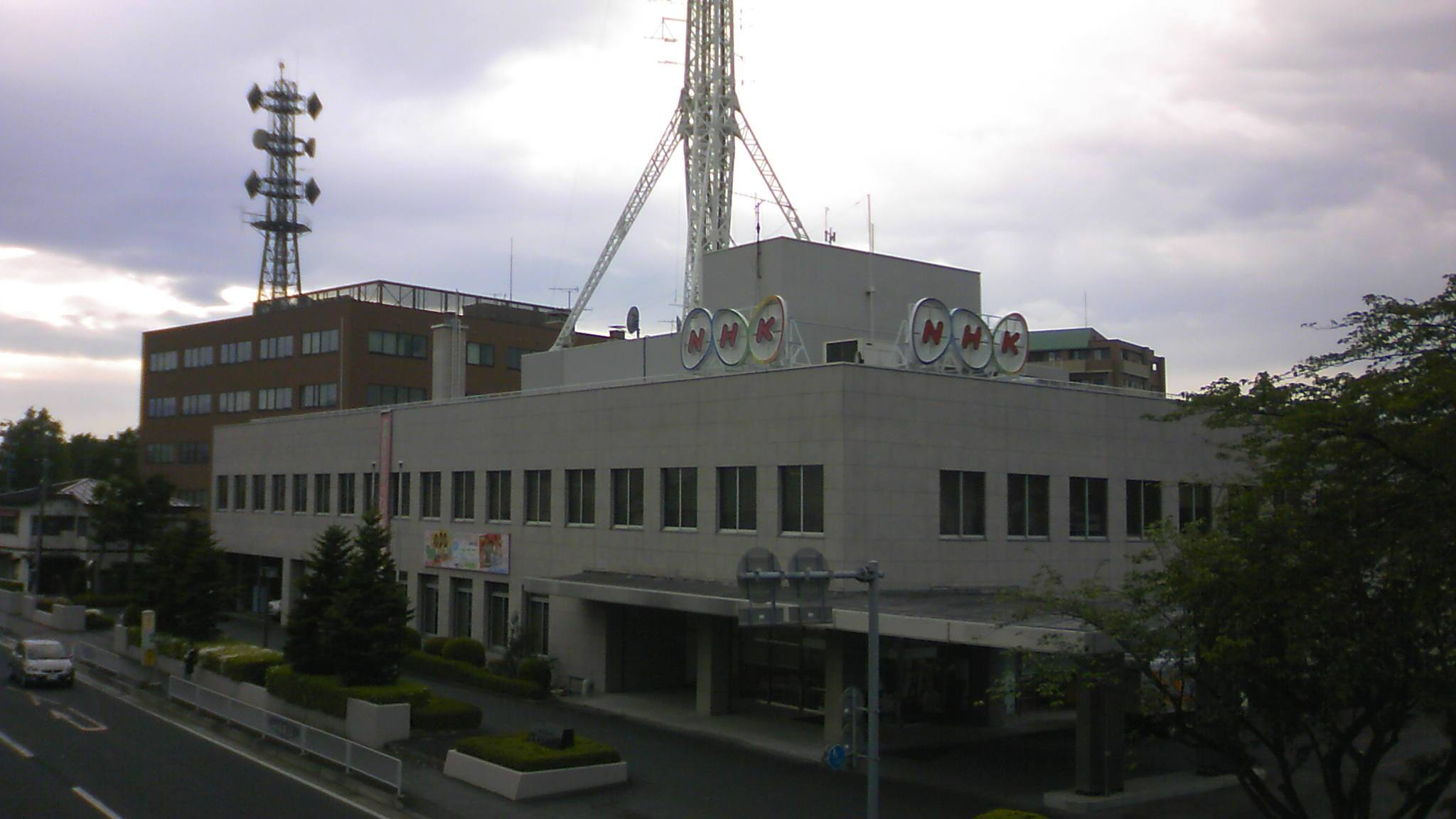
NHK 모리오카 방송국

NHK 모리오카 방송국(NHK 盛岡 放送局)은 이와테현을 방송구역으로 하는 NHK의 지역방송국이며 중파·FM라디오·텔레비전 방송을 담당하고 있다.

## 채널·주파수

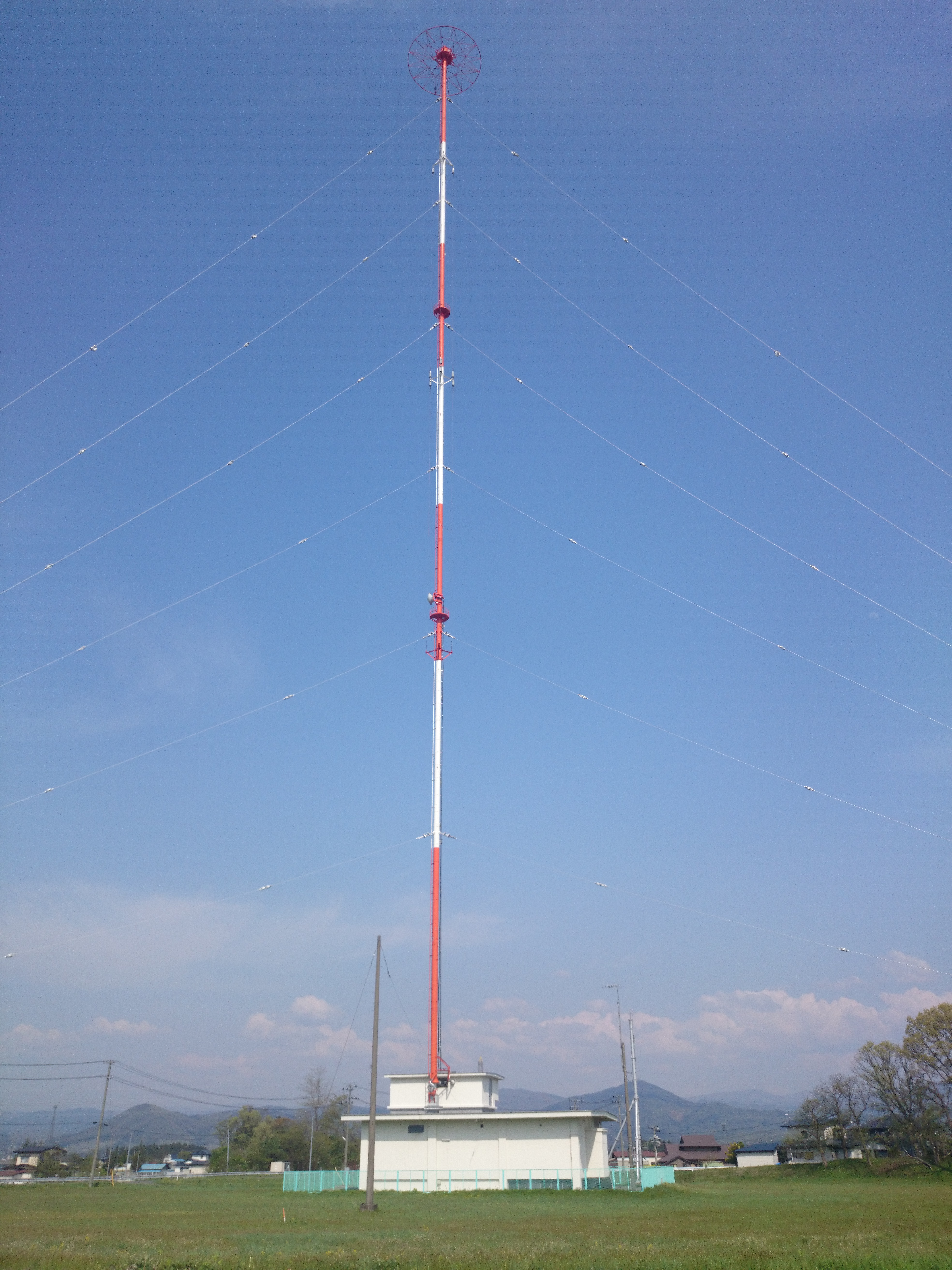
야하바 중파 라디오 송신소

- 종합 텔레비전 모리오카본국 14ch(JOQG-DTV)
- 교육 텔레비전 모리오카본국 13ch(JOQC-DTV)
- 라디오 제1방송 모리오카본국 531kHz 10kw(콜사인 JOQG)
- 라디오 제2방송 모리오카본국 1386kHz 10kw(콜사인 JOQC)
- FM방송 모리오카본국 83.1MHz　1kw(콜사인 JOQG-FM)

## 이와테현에 있는 다른 텔레비전·라디오 방송국
- TV 이와테(TVI)(니혼 TV 계열)
- 이와테 아사히 TV(IAT)(TV 아사히 계열)
- IBC 이와테 방송(IBC)(TV는 도쿄 방송 계열, 라디오는 JRN&NRN계열)
- 이와테 멘코이 TV(mit)(후지 TV 계열)
- FM이와테(JFN 계열)